# Copa Intercontinental FIBA 2014
La Copa Intercontinental del 2014 fue la trigésima primera edición del máximo torneo internacional a nivel de clubes de baloncesto, vigésima segunda obviando el Open McDonald's, decimoséptima bajo la denominación de Copa Intercontinental y segunda desde su reanudación en el 2013.
De la misma participaron dos equipos, uno representando el continente europeo, ganador de la Euroliga y otro en representación del continente americano ganador de la Liga de las Américas. El torneo se disputó durante dos días en el Arena Multiuso de Río, estadio cubierto situado en Río de Janeiro, Brasil.
Tras perder el primer encuentro por tres de diferencia, Flamengo revirtió el mal resultado y se consagró campeón con 10 puntos de diferencia, y así obtuvo su primer título en esta competencia.

## Sede
| Río de Janeiro                               |
| -------------------------------------------- |
| Arena Multiuso de Río                        |
| 22°58′31″S 43°23′25″O / -22.97528, -43.39028 |
| Capacidad: 15 000                            |
|                                              |

## Participantes
| Maccabi Electra Campeón de la Euroliga 2013-14 | Flamengo Campeón de la Liga de las Américas 2014 |

## Formato
El torneo consta de dos partidos, donde se proclama campeón el equipo que gane ambos encuentros. En el caso de que ambos equipos ganen un partido, se decidirá al campeón mediante la suma de los puntos obtenidos en ambos juegos, siendo favorable para aquel equipo que sume la mayor cantidad de tantos.

## Desarrollo
| Maccabi Electra 146 69 y 77 | Flamengo 156 66 y 90 |

## Estadísticas

### Primer juego
| 26 de septiembre, 21:30 (UTC -3) | Flamengo                                              | 66–69                | Maccabi Electra                                  |                                                                                                 |  |  |
|                                  | Parciales: 15 - 14, 20 - 16, 16 - 16, 15 - 23         |                      |                                                  |                                                                                                 |  |  |
|                                  | Estadísticas Olivinha 13 D. Caracter 11 D. Caracter 2 | Reporte Pts Reb Asts | Estadísticas 21 J. Pargo 9 B. Randle 2 B. Randle | Pabellón: HSBC Arena, Río de Janeiro Árbitros: Daniel Hierrezuelo, Recep Ankarali Jorge Vázquez |  |  |
| serie 0 - 1 global 66 - 69       |                                                       |                      |                                                  |                                                                                                 |  |  |
|                                  |                                                       |                      |                                                  |                                                                                                 |  |  |

| Flamengo   | Flamengo     | Flamengo        | Flamengo        | Flamengo        | Flamengo        |
| Jugador    | Jugador      | Pts             | Reb             | As              | Minutos         |
| ---------- | ------------ | --------------- | --------------- | --------------- | --------------- |
| 1          | Herrmann     | 9               | 5               | 0               | 30:00           |
| 4          | Marcelinho   | 4               | 4               | 1               | 19:47           |
| 7          | Laprovittola | 5               | 0               | 1               | 28:09           |
| 11         | M. Vieira    | 11              | 4               | 0               | 29:32           |
| 55         | Meyinsse     | 2               | 5               | 1               | 18:04           |
| Suplentes  |              |                 |                 |                 |                 |
| 5          | Danielzinho  | 0               | 0               | 0               | 0               |
| 8          | Benite       | 9               | 4               | 1               | 16:37           |
| 9          | Chupeta      | 0               | 0               | 0               | 0               |
| 16         | Olivinha     | 13              | 7               | 1               | 24:05           |
| 19         | Gegê         | 3               | 0               | 0               | 11:50           |
| 21         | Felício      | 0               | 0               | 0               | 0               |
| 45         | D. Caracter  | 10              | 11              | 2               | 21:52           |
| Entrenador | Entrenador   | José Alves Neto | José Alves Neto | José Alves Neto | José Alves Neto |

| Maccabi Electra | Maccabi Electra | Maccabi Electra | Maccabi Electra | Maccabi Electra | Maccabi Electra |
| Jugador         | Jugador         | Pts             | Reb             | As              | Minutos         |
| --------------- | --------------- | --------------- | --------------- | --------------- | --------------- |
| 4               | Pargo           | 21              | 5               | 2               | 30:21           |
| 7               | Randle          | 8               | 9               | 2               | 29:05           |
| 10              | Pnini           | 11              | 4               | 1               | 22:02           |
| 15              | Landesberg      | 10              | 5               | 2               | 28:65           |
| 23              | Maric           | 2               | 2               | 0               | 10:39           |
| Suplentes       |                 |                 |                 |                 |                 |
| 5               | Haynes          | 5               | 1               | 0               | 13:27           |
| 6               | Smith           | 0               | 0               | 1               | 26:49           |
| 8               | Linhart         | 2               | 1               | 0               | 4:43            |
| 9               | Tyus            | 8               | 5               | 0               | 23:49           |
| 11              | Cohen           | 0               | 0               | 0               | 00:25           |
| 12              | Ohayon          | 2               | 1               | 2               | 09:40           |
| 14              | Altit           | 0               | 0               | 0               | 0               |
| Entrenador      | Entrenador      | Guy Goodes      | Guy Goodes      | Guy Goodes      | Guy Goodes      |

### Segundo juego
| 28 de septiembre             | Flamengo                                                        | 90–77                | Maccabi Electra                                |                                                                                                 |  |  |
|                              | Parciales: 27 - 25, 19 - 11, 18 - 25, 26 - 16                   |                      |                                                |                                                                                                 |  |  |
|                              | Estadísticas N. Laprovittola 24 J. Meyinsse 6 N. Laprovittola 6 | Reporte Pts Reb Asts | Estadísticas 28 J. Pargo 6 J. Pargo 7 J. Pargo | Pabellón: HSBC Arena, Río de Janeiro Árbitros: Daniel Hierrezuelo, Recep Ankarali Jorge Vázquez |  |  |
| serie 1 - 1 global 156 - 146 |                                                                 |                      |                                                |                                                                                                 |  |  |
|                              |                                                                 |                      |                                                |                                                                                                 |  |  |

| Flamengo   | Flamengo     | Flamengo        | Flamengo        | Flamengo        | Flamengo        |
| Jugador    | Jugador      | Pts             | Reb             | As              | Minutos         |
| ---------- | ------------ | --------------- | --------------- | --------------- | --------------- |
| 1          | Herrmann     | 8               | 5               | 2               | 30:05           |
| 4          | Marcelinho   | 5               | 0               | 1               | 17:09           |
| 7          | Laprovittola | 24              | 0               | 6               | 30:18           |
| 11         | M. Vieira    | 9               | 4               | 2               | 31:35           |
| 55         | Meyinsse     | 22              | 6               | 0               | 27:36           |
| Suplentes  |              |                 |                 |                 |                 |
| 5          | Danielzinho  | 0               | 0               | 0               | 0:06            |
| 8          | Benite       | 8               | 3               | 0               | 23:46           |
| 9          | Chupeta      | 0               | 0               | 0               | 0               |
| 16         | Olivinha     | 9               | 5               | 2               | 17:39           |
| 19         | Gegê         | 0               | 1               | 1               | 9:41            |
| 21         | Felício      | 1               | 1               | 0               | 1:39            |
| 45         | D. Caracter  | 4               | 2               | 0               | 10:20           |
| Entrenador | Entrenador   | José Alves Neto | José Alves Neto | José Alves Neto | José Alves Neto |

| Maccabi Electra | Maccabi Electra | Maccabi Electra | Maccabi Electra | Maccabi Electra | Maccabi Electra |
| Jugador         | Jugador         | Pts             | Reb             | As              | Minutos         |
| --------------- | --------------- | --------------- | --------------- | --------------- | --------------- |
| 4               | Pargo           | 28              | 6               | 7               | 34:50           |
| 7               | Randle          | 6               | 2               | 0               | 23:16           |
| 10              | Pnini           | 10              | 1               | 2               | 27:47           |
| 15              | Landesberg      | 7               | 5               | 0               | 20:07           |
| 23              | Maric           | 4               | 5               | 0               | 17:06           |
| Suplentes       |                 |                 |                 |                 |                 |
| 5               | Haynes          | 15              | 3               | 7               | 29:20           |
| 6               | Smith           | 2               | 2               | 0               | 14:09           |
| 8               | Linhart         | 0               | 1               | 0               | 6:01            |
| 9               | Tyus            | 4               | 1               | 0               | 17:10           |
| 11              | Cohen           | 1               | 1               | 0               | 1:30            |
| 12              | Ohayon          | 0               | 2               | 0               | 8:38            |
| 14              | Altit           | 0               | 0               | 0               | 0               |
| Entrenador      | Entrenador      | Guy Goodes      | Guy Goodes      | Guy Goodes      | Guy Goodes      |

## Premios

### Equipos
Flamengo

Campeón

Primer título

### Jugadores
- MVP:  Nicolás Laprovittola (Flamengo).[4]
- Mayor anotador: Jeremy Pargo (Maccabi Electra), con 49 puntos.
- Mayor asistidor: Jeremy Pargo (Maccabi Electra), con 9 asistencia.
- Mayor rebotero: Derrick Caracter (Flamengo), con 13 rebotes.